# エムプレサス・ポラル
エムプレサス・ポラル（スペイン語： Empresas Polar）は、子会社であるアリメントス・ポラル、セルベセリア・ポラル、およびペプシコーラ・ベネズエラを通じて食品、アルコール飲料、清涼飲料および消費者製品セクターを対象とする生産活動を行うベネズエラの産業法人である。

## 子会社
- アリメントス・ポラル
- セルベセリア・ポラル
- ペプシコーラ・ベネズエラ (ペプシコとの合弁事業)